# Lespesia mendesi
Lespesia mendesi là một loài ruồi trong họ Tachinidae.